# عاكف الفايز
عاكف مثقال الفايز (15 سبتمبر 1924 - 8 أبريل 1998) سياسي أردني بارز، تقلد عدة مناصب وزارية، منها وزيراً للدفاع، المواصلات، الشؤون الاجتماعية، الزراعة، الانشاء والتعمير، السياحة والآثار ورئيساً لمجلس النواب الأردني لعدّة دورات وعضوًا في مجلس الأعيان.

## حياته ونشأته
هو عاكف مثقال سطام فندي الفايز، ولد بعمان في 15 سبتمبر 1924، حصل على شهادة الثانوية من كلية الفرير دي لاسال سنة 1970، كما حصل على درجة البكالوريوس في علوم السياسية من جامعة كارديف بالمملكة المتحدة سنة 1978، وحصل علي درجة الماجستير في العلاقات الدولية من جامعة بوسطن بمدينة بروكسل سنة 1981.

### أسرته
نشأ الفايز في أسرة سياسية، كان والده مثقال الفايز (22 أبريل 1880 - 14 أبريل 1967) شخصية سياسية وعشائرية أردنية معروفة. من أبناءه؛ فيصل الفايز، سياسي أردني شغل عدّة مناصب.

## مناصب
شغل الفايز عدة مناصب وزارية تزيد عن عشر مرات كان أولها في حكومة إبراهيم هاشم في 24 أبريل 1957 وزيراً للزراعة ووزيراً للدفاع في تعديلٍ جرى على الحكومة في 22 أكتوبر 1957، ثم شغل منصب وزير الزراعة ووزير الإنشاء في حكومة سمير الرفاعي في 18 مايو 1958، ثم شغل منصبي وزير الزراعة والشؤون الاجتماعية في حكومة هزاع المجالي في 6 مايو 1959، ثم أصبح وزيراً للدفاع في حكومة بهجت التلهوني في 29 أغسطس 1960، ثم شغل منصبي وزير الأشغال العامة ووزير المواصلات في حكومة سمير الرفاعي المشكلة في 27 مارس 1963، ثم شغل نفس المنصبين في حكومة الشريف حسين بن ناصر المشكلة في 21 أبريل 1963، ثم شغل منصبي وزير المواصلات ووزير السياحة والآثار في حكومة سعد جمعة المشكلة في 23 أبريل 1967، ثم شغل منصب وزير المواصلات ووزير الدولة لشؤون رئاسة الوزراء في حكومة بهجت التلهوني المشكلة في 7 أكتوبر 1967، ثم أصبح نائباً لرئيس الوزراء ووزيراً للداخلية في حكومة عبد المنعم الرفاعي المشكلة في 24 مارس 1969، ثم أصبح نائباً للرئيس ووزيراً لشؤون رئاسة الوزراء في تعديلٍ جرى على الحكومة في 30 يونيو 1969، ثم عاد ليشغل منصب وزير الدولة لشؤون رئاسة الوزراء في حكومة عبد المنعم في 27 يونيو 1970.

## الخبرات العملية
- قنصل في السفارة الاردنية ببلجيكا بين 1979-1983.
- عمل في الدوائر السياسية والقانونية والاقتصادية والمراسم / وزارة الخارجية  1983-1986.
- عمل في الديوان الملكي الهاشمي مساعداً لرئيس التشريفات الملكية 1986-1995.